# Ermitage Saint-Georges del Pla del Carner
Pour les articles homonymes, voir église Saint-Georges.
L'ermitage Saint-Georges del Pla del Carner est une chapelle romane en ruines située à Céret, dans le département français des Pyrénées-Orientales.
Fondée en 1387, la chapelle accueille son premier ermite en 1401. Elle fut répertoriée en 1407 en tant que Sent Jordi del plà del Carner puis en 1688 sous le nom de hermita de Sant Jordi en tant qu'ermitage dépendant du diocèse d'Elne. La Révolution française interdit l'activité d'ermite et mit un terme à sa fonction religieuse.